# خوان کارلوس لالانا
خوان کارلوس لالانا (انگلیسی: Juan Carlos Lallana; ۲۴ دسامبر ۱۹۳۸ – ۱۵ فوریهٔ ۲۰۲۲) بازیکن فوتبال اهل آرژانتین بود.
از باشگاه‌هایی که در آن بازی کرده‌است می‌توان به باشگاه فوتبال ریور پلاته، باشگاه فوتبال بانفیلد، باشگاه فوتبال لانوس، باشگاه فوتبال نیولز اولد بویز، اتلتیکو ناسیونال، باشگاه ورزشی سن لورنسو آلماگرو، باشگاه ورزشی دیپورتیوو کالی و باشگاه فوتبال آرژانتینوس جونیورز اشاره کرد.
وی همچنین در تیم ملی فوتبال آرژانتین بازی کرده‌است.